# Besleria filipes
Besleria filipes är en tvåhjärtbladig växtart som beskrevs av Ignatz Urban. Besleria filipes ingår i släktet Besleria och familjen Gesneriaceae. Inga underarter finns listade i Catalogue of Life.